# Фридрих Оман
Фридрих Оман (Лавов, 21. децембар 1858 — Беч, 6. април 1927) био је аустријски архитекта познат по свом историцистичком стилу.

## Живот и дело
Фридрихов отац је био грађевински службеник. Године 1877. Фридрих је започео студије архитектуре на Техничком универзитету у Бечу. Његови професори били су, изме
у осталих, Хајнрих фон Ферстел и Карл Кениг. Да би усавршио своју креативност, уписао се на Академију ликовних уметности и студирао код Фридриха фон Шмита.
Од 1889. до 1899. био је професор декоративне архитектуре на Академији за уметност, архитектуру и дизајн у Прагу и учествовао је у неколико пројеката рестаурације. 1898. заједно са Јозефом Хакхофером, креирао је пројекте за мостове и њихове повезане структуре на реци Вин, чију је изградњу и надгледао.
Фридрих Оман је радио као уметнички директор за Нови Хофбург од 1899. до 1907. године. Његови пројекти укључивали су Кућу палми, стакленик у парку Бург гартен на бечком Рингу. Потом је радио на пројекту споменика царици Јелисавети Аустријској, у Фолксгартену, са статуом Ханса Битерлиха.
1904. Оман је постао шеф мајсторске класе за архитектуру на Академији ликовних уметности у Бечу.
Почетком 1918. представио је прве нацрте великог споменика посвећеног цару Францу Јозефу, за који је мислио да ће бити логичан додатак Заветној цркви, али пројекат никада није спроведен.
Од града Беча добио је „почасни гроб“ у Средишњем бечком гробљу. По Оману је названа једна улица у бечком округу Деблинг.